# 전제덕
전제덕(1974년 6월 20일 ~ )은 대한민국의 재즈 하모니카 연주자이다.

## 생애
- 태어난 지 불과 보름 만에 홍역 증상에 따른 뇌의 시신경 파괴로 인하여 시력을 잃었다.
- 1980년에 특수학교인 인천혜광학교에 입학한다. 입학 직후에는 관악대(취주악대)에 북 연주자로 들어간다.
- 중학교 1학년 때에 관악대가 해체되고 나서, 사물놀이에서 장구를 담당하게 된다.
- 1996년에 라디오에서 '투츠 틸레망'의 연주를 듣고, 하모니카를 독학으로 터득하였다. 그 후 그는 하모니카 연주자가 되었다.
- 2006년에 영화 《사랑따윈 필요없어》에 특별 출연하였다. 그리고 OST 5 · 6번 트랙에 그의 연주가 실려 있다.
- 2008년에 리메이크 앨범 《Another Story - 한국 사람》을 발매했다.

## 음반 목록

### 정규 음반
1. 《우리 젊은 날》 (2004)
2. 《What is Cool Change》 (2006)

### 리메이크 음반
- 《Another Story - 한국 사람》 (2008)

## 수상
- 《제2회 한국대중음악상》, 〈최우수 재즈 및 크로스 오버〉 부문 수상.